# Homayoun As'adian
Homayoun As’adian (en persan: همایون اسعدیان), né le 14 février 1958 à Esfahan, est un réalisateur iranien du cinéma et de la télévision.

## Biographie
En 1978, pour faire des études de cinéma, il s’inscrit à la faculté des arts dramatiques de l’université de Téhéran. Mais à cause de la fermeture des universités dès 1980, il n’a pas réussi à compléter ses études. En 1994, il a réalisé son premier film: Nish (morsure ou piqûre).

## Filmographie
- 1994 : Nish (morsure ou piqûre)
- 1995 : Mard-e Aftabi (Un homme ensoleillé)
- 1996 : Shab-e Roubah (Nuit de renard)
- 1999 : Shookhi (Une farce)
- 2000 : Akhar-e Bazi (Fin du jeu)
- 2000 : Ghool-e Cheragh-e Jadou (Orge de la lampe magique), Série télévisée
- 2003 : Bachehay-e Khyaban (Les enfants de la rue), Série télévisée
- 2004 : Age Babam Zende Bood (Si mon papa était vivant),  Série télévisée
- 2007 : Rahe Bipayan (Chemin sans fin),  Série télévisée